# Fatuhivella
Fatuhivella is een geslacht van rechtvleugeligen uit de familie sabelsprinkhanen (Tettigoniidae). De wetenschappelijke naam van dit geslacht is voor het eerst geldig gepubliceerd in 1933 door Hebard.

## Soorten
Het geslacht Fatuhivella omvat de volgende soorten:
- Fatuhivella colorata Hebard, 1933
- Fatuhivella marmorata Hebard, 1933